# Gobierno del estado de Río de Janeiro
El Gobierno del Estado de Río de Janeiro o Poder Ejecutivo fluminense esta encabezado por el gobernador del estado de Río de Janeiro, Brasil, quien es elegido en Sufragio universal por voto directo y secreto por la población del estado para un mandato de 4 años de duración, pudiendo ser reelegido para un mandato adicional.
El Palacio Guanabara es, desde 1975, la sede del gobierno fluminense y la residencia oficial del gobernador es el Palacio Laranjeiras, ambos situados en el barrio de Laranjeiras, en la zona sur de la ciudad de Río de Janeiro.
Además del poder ejecutivo, la administración del estado de Río de Janeiro está compuesta por el legislativo, representado por la Asamblea Legislativa del Estado de Río de Janeiro, y el judicial, representado por el Tribunal de Justicia del Estado de Río de Janeiro.

## Ejecutivo

### Composición actual
- Gobernador: Cláudio Castro [2]
- Vice-governador: Thiago Pampolha

El Ejecutivo fluminense está compuesto por 29 secretarías de estado, incluyendo la Procuraduría General y la Defensoría Pública del Estado de Río.
- Secretaría de Estado de la Casa Civil y Gobernanza — SECCG
- Secretaría de Estado de Gobierno y Relaciones Institucionales — SEGOV
- Secretaría de Estado de Hacienda — SEFAZ
- Secretaría de Estado de Desarrollo Económico, Energía y Relaciones Internacionales — SEDEERI
- Secretaría de Estado de Infraestructura e Obras — SEINFRA
- Secretaría de Estado de Policía Militar — SEPM
- Secretaría de Estado de Policía Civil — SEPOL
- Secretaría de Estado de Administración Penitenciaria — SEAP
- Secretaría de Estado de Defensa Civil y Cuerpo de Bomberos Militar — SEDEC
- Secretaría de Estado de Salud — SES
- Secretaría de Estado de Educación — SEEDUC
- Secretaría de Estado de Ciencia, Tecnología e Innovación — SECTI
- Secretaría de Estado de Transportes — SETRANS
- Secretaría de Estado do Ambiente y Sustentabilidad — SEAS
- Secretaría de Estado de Agricultura, Ganadería, Pesca y Abastecimiento — SEAPPA
- Secretaría de Estado de Cultura y Economía Creativa — SECEC
- Secretaría de Estado de Desarrollo Social y Derechos Humanos — SEDSDH
- Secretaría de Estado de Deporte, Esparcimiento y Juventud — SEELJE
- Secretaría de Estado de Turismo — SETUR
- Secretaría de Estado de Ciudades — SECID
- Secretaría de Estado de Trabajo e Ingreso — SETRAB
- Secretaría de Estado de Representación de Río de Janeiro en Brasilia — SERRJB
- Secretaría de Estado de Planeamiento y Gestión — SEPLAG
- Secretaría de Estado de Asistencia a las Víctimas — SEAVIT
- Secretaría de Estado de Envejecimiento Saludable — SEENVS
- Contraloría General del Estado — CGE
- Procuraduría General del Estado — PGE
- Defensoría Pública General del Estado — DPGE
- Gabinete de Seguridad Institucional del Governo — GSI